# 奈良市立登美ヶ丘中学校
奈良市立登美ヶ丘中学校（ならしりつ とみがおかちゅうがっこう）は、奈良県奈良市東登美ケ丘三丁目にある公立中学校。

## 沿革
- 1971年（昭和46年）10月27日 - 開校。

## 通学区域
- 奈良市立鶴舞小学校通学区域、奈良市立登美ヶ丘小学校通学区域の一部（登美ヶ丘二丁目、登美ヶ丘三丁目）、奈良市立東登美ヶ丘小学校通学区域の一部（登美ヶ丘四丁目、登美ヶ丘五丁目、登美ヶ丘六丁目、中山町西一丁目の一部、東登美ヶ丘一丁目、東登美ヶ丘二丁目）、奈良市立平城西小学校通学区域の一部（秋篠町の一部、中山町の一部を除く。）[1]

## 通学区域が隣接している学校
- 奈良市立二名中学校
- 奈良市立登美ヶ丘北中学校
- 奈良市立平城中学校
- 奈良市立伏見中学校
- 奈良市立富雄南中学校